# Syntretoriana davidi
Syntretoriana davidi är en stekelart som beskrevs av Arthur W. Parrott 1953. Syntretoriana davidi ingår i släktet Syntretoriana och familjen bracksteklar. Inga underarter finns listade i Catalogue of Life.